# Liga de Basquete Feminino de 2021
A Liga de Basquete Feminino de 2021 ou LBF CAIXA XI é uma competição brasileira de basquete feminino organizada pela Liga Nacional de Basquete. Será a décima primeira  edição do campeonato organizado pela LNB, com a chancela da Confederação Brasileira de Basketball. Este torneio, é totalmente organizado pelos clubes participantes. A transmissão é da ESPN Brasil e da TV Cultura. A abertura do campeonato ocorreu em 8 de março, no Dia Internacional da Mulher.

## Regulamento
As 8 equipes se enfrentam em turno e returno, classificando as 8 para a fase seguinte. Na fase quartas-de-final e semifinais, com os quatro melhores classificados diretamente para as finais, sempre em uma melhor de três jogos. A série final será disputada em melhor de cinco jogos, com os confrontos de mata-mata sendo disputados no modelo 2-2-1, com os Jogos 1, 2 e 5 sendo realizados na casa da equipe de melhor campanha na fase de classificação.

## Participantes
| Equipe          | Cidade         | Em 2019        | Ginásio            | Capacidade | Títulos da LBF   | Blumenau Sampaio Corrêa Ituano Santo André SESI Campinas Catanduva LSB-RJLocalização das equipes participantes. |
| --------------- | -------------- | -------------- | ------------------ | ---------- | ---------------- | --- |
| Blumenau        | Blumenau       | 5º             | Galegão            | 4 000      | 0 (não possui)   | Blumenau Sampaio Corrêa Ituano Santo André SESI Campinas Catanduva LSB-RJLocalização das equipes participantes. |
| Campinas        | Campinas       | 2º             | AAPP Paineiras     | 5 000      | 1 (2018)         | Blumenau Sampaio Corrêa Ituano Santo André SESI Campinas Catanduva LSB-RJLocalização das equipes participantes. |
| Catanduva       | Catanduva      | Não participou | Anuar Pachá        | 824        | 0 (não possui)   | Blumenau Sampaio Corrêa Ituano Santo André SESI Campinas Catanduva LSB-RJLocalização das equipes participantes. |
| Ituano          | Itu            | 7º             | Joaquim de Moraes  | 850        | 0 (não possui)   | Blumenau Sampaio Corrêa Ituano Santo André SESI Campinas Catanduva LSB-RJLocalização das equipes participantes. |
| LSB-RJ          | Rio de Janeiro | 9º             | Arena Deodoro      | 2 000      | 0 (não possui)   | Blumenau Sampaio Corrêa Ituano Santo André SESI Campinas Catanduva LSB-RJLocalização das equipes participantes. |
| Santo André     | Santo André    | 3º             | Pedro Dell'Antonia | 4 500      | 1 (2010/11)      | Blumenau Sampaio Corrêa Ituano Santo André SESI Campinas Catanduva LSB-RJLocalização das equipes participantes. |
| Sampaio Corrêa  | São Luís       | 1º             | Castelinho         | 2 000      | 2 (2015/16;2019) | Blumenau Sampaio Corrêa Ituano Santo André SESI Campinas Catanduva LSB-RJLocalização das equipes participantes. |
| SESI Araraquara | Araraquara     | 6º             | Gigantão           | 4 000      | 0 (não possui)   | Blumenau Sampaio Corrêa Ituano Santo André SESI Campinas Catanduva LSB-RJLocalização das equipes participantes. |

## Primeira Fase

### Classificação
| Pos | Times             | %    | Pts | J  | V  | D  | PF   | PS   | PA  | Classificação ou rebaixamento |
| --- | ----------------- | ---- | --- | -- | -- | -- | ---- | ---- | --- | ----------------------------- |
| 1   | Ituano            | 85.7 | 24  | 14 | 10 | 4  | 1030 | 998  | 24  | Classificado para os Playoffs |
| 2   | SESI Araraquara   | 85.7 | 24  | 14 | 10 | 4  | 995  | 903  | 50  | Classificado para os Playoffs |
| 3   | Sampaio Corrêa    | 82.1 | 23  | 14 | 9  | 5  | 897  | 870  | +27 | Classificado para os Playoffs |
| 4   | Basquete Campinas | 78.5 | 22  | 14 | 8  | 6  | 1052 | 995  | 67  | Classificado para os Playoffs |
| 5   | LSB-RJ            | 71.4 | 20  | 14 | 6  | 8  | 439  | 466  | –27 | Classificado para os Playoffs |
| 6   | Santo André       | 64.2 | 18  | 14 | 5  | 9  | 933  | 926  | 7   | Classificado para os Playoffs |
| 7   | Blumenau          | 64.2 | 18  | 14 | 6  | 8  | 848  | 876  | -28 | Classificado para os Playoffs |
| 8   | Catanduva         | 57.1 | 16  | 14 | 2  | 12 | 915  | 1075 | –63 | Classificado para os Playoffs |

### Confrontos
Para ler a tabela, a linha horizontal representa os jogos da equipe como mandante. A coluna vertical indica os jogos da equipe como visitante.
|                       | SCB   | BLU   | ITU   | AND   | CAM   | LSB    | CAT   | SES   |
| Sampaio Corrêa        |       | 20-0  | 73-43 | 70-55 | 81-78 | 53-68  | 63-56 | 54-76 |
| Blumenau              | 56-72 |       | 62-73 | 70-83 | 82-68 | 82-68  | 57-46 | 69-78 |
| Ituano                | 74-68 | 63-78 |       | 91-90 | 68-66 | 85-64  | 84-72 | 64-50 |
| Santo André           | 73-74 | 20-0  | 80-72 |       | 74-76 | 71-77  | 80-50 | 67-66 |
| Campinas              | 79-71 | 71-80 | 78-77 | 73–68 |       | 79–63  | 87–67 | 75–67 |
| LSB-RJ                | 78-80 | 86-84 | 82-77 | 70-64 | 64-76 |        | 88-75 | 80-84 |
| Basquetebol Catanduva | 62-75 | 62-74 | 79-92 | 65–57 | 70-89 | 100-79 |       | 83-90 |
| SESI Araraquara       | 65-43 | 66-63 | 56-64 | 72-53 | 69-55 | 96-76  | 60-57 |       |

## Playoffs

### Chave
|  | Quartas de final (Melhor-de-3) | Quartas de final (Melhor-de-3) | Quartas de final (Melhor-de-3) |          |   | Semi-Finais (Melhor-de-3) | Semi-Finais (Melhor-de-3) | Semi-Finais (Melhor-de-3) |  |  | Final (Melhor-de-5) | Final (Melhor-de-5) | Final (Melhor-de-5) |  |
|  |                                |                                |                                |          |   |                           |                           |                           |  |  |                     |                     |                     |  |
|  | 1                              | Ituano                         | 2                              |          |   |                           |                           |                           |  |  |                     |                     |                     |  |
|  | 1                              | Ituano                         | 2                              |          |   |                           |                           |                           |  |  |                     |                     |                     |  |
|  | 8                              | Catanduva                      | 0                              |          |   |                           |                           |                           |  |  |                     |                     |                     |  |
|  | 8                              | Catanduva                      | 0                              |          | 1 | Ituano                    | 2                         |                           |  |  |                     |                     |                     |  |
|  |                                |                                |                                |          | 1 | Ituano                    | 2                         |                           |  |  |                     |                     |                     |  |
|  |                                |                                | 4                              | Campinas | 0 |                           |                           |                           |  |  |                     |                     |                     |  |
|  | 4                              | Campinas                       | 4                              | Campinas | 0 | 2                         |                           |                           |  |  |                     |                     |                     |  |
|  | 4                              | Campinas                       |                                |          |   |                           |                           |                           |  |  |                     |                     |                     |  |
|  | 5                              | LSB-RJ                         | 1                              |          |   |                           |                           |                           |  |  |                     |                     |                     |  |
|  | 5                              | LSB-RJ                         | 1                              |          | 1 | Ituano                    | 3                         |                           |  |  |                     |                     |                     |  |
|  |                                |                                |                                |          |   |                           |                           |                           |  |  |                     |                     |                     |  |
|  |                                |                                | 7                              | Blumenau | 0 |                           |                           |                           |  |  |                     |                     |                     |  |
|  | 2                              | SESI Araraquara                | 7                              | Blumenau | 0 | 0                         |                           |                           |  |  |                     |                     |                     |  |
|  | 2                              | SESI Araraquara                |                                |          |   |                           |                           |                           |  |  |                     |                     |                     |  |
|  | 7                              | Blumenau                       | 2                              |          |   |                           |                           |                           |  |  |                     |                     |                     |  |
|  | 7                              | Blumenau                       | 2                              |          | 3 | Sampaio Corrêa            | 0                         |                           |  |  |                     |                     |                     |  |
|  |                                |                                |                                |          | 3 | Sampaio Corrêa            | 0                         |                           |  |  |                     |                     |                     |  |
|  |                                |                                | 7                              | Blumenau | 2 |                           |                           |                           |  |  |                     |                     |                     |  |
|  | 3                              | Sampaio Corrêa                 | 7                              | Blumenau | 2 | 2                         |                           |                           |  |  |                     |                     |                     |  |
|  | 3                              | Sampaio Corrêa                 |                                |          |   |                           |                           |                           |  |  |                     |                     |                     |  |
|  | 6                              | Santo André                    | 0                              |          |   |                           |                           |                           |  |  |                     |                     |                     |  |

Negrito - Vencedor das séries
itálico - Time com vantagem de mando de quadra

#### Quartas de final
| Time 1          | Série | Time 2      | 1º Jogo | 2º Jogo | 3º Jogo |
| --------------- | ----- | ----------- | ------- | ------- | ------- |
| Ituano          | 2–0   | Catanduva   | 89 – 82 | 91– 57  | –       |
| SESI Araraquara | 0–2   | Blumenau    | 78– 83  | 67– 81  | –       |
| Sampaio Corrêa  | 2–0   | Santo André | 76– 65  | 67– 64  | –       |
| Campinas        | 2–1   | LSB-RJ      | 69– 80  | 89 – 73 | 87 – 73 |

#### Semi-final
| Time 1         | Série | Time 2   | 1º Jogo | 2º Jogo | 3º Jogo |
| -------------- | ----- | -------- | ------- | ------- | ------- |
| Ituano         | 2–0   | Campinas | 92-78   | 76-49   | –       |
| Sampaio Corrêa | 0–2   | Blumenau | 63-65   | 79-84   | –       |

#### Final
| Time 1 | Série | Time 2   | 1º Jogo | 2º Jogo | 3º Jogo |
| ------ | ----- | -------- | ------- | ------- | ------- |
| Ituano | 3–0   | Blumenau | 66-55   | 65-57   | 85-79   |

### Final
Primeiro Jogo
| 15 de agosto 14:00 | Relatório | Ituano                                      | 66–55 | Blumenau |  | Ginásio Ditinho Xavier, Itu-SP |  |
| 15 de agosto 14:00 | Relatório | Placar por quarto: 9-19, 18-12, 21-9, 18-15 |       |          |  | Ginásio Ditinho Xavier, Itu-SP |  |

Segundo Jogo
| 17 de agosto 19:30 | Relatório | Ituano                                      | 65–57 | Blumenau |  | Ginásio Ditinho Xavier, Itu-SP |  |
| 17 de agosto 19:30 | Relatório | Placar por quarto: 14-22, 13-8, 21-7, 17-20 |       |          |  | Ginásio Ditinho Xavier, Itu-SP |  |

Terceiro Jogo
| 22 de agosto 14:00 | Relatório | Blumenau                                      | 79–85 | Ituano |  | Ginásio Galegão, Blumenau |  |
| 22 de agosto 14:00 | Relatório | Placar por quarto: 26-12, 20-25, 16-18, 17-30 |       |        |  | Ginásio Galegão, Blumenau |  |

## Antecedentes
A temporada de 2020, teve a realização suspensa devido a pandemia de COVID-19, a principio temporariamente após a partida entre SESI e Sampaio Corrêa no dia 13 de março. Em fevereiro de 2021, o PróEsporte de Sorocaba chegou a ser inscrito porém por falta de recursos desistiu da competição prometendo retornar em 2022. A competição marca o retorno do Basquetebol Catanduva após três anos.